# Ballymote
Ballymote (irl. Baile an Mhóta) – miasto w hrabstwie Sligo w Irlandii.